# Dibaphimitra
Dibaphimitra là một chi ốc biển, là động vật thân mềm chân bụng sống ở biển trong họ Mitridae.

## Các loài
Các loài thuộc chi Dibaphimitra bao gồm:
- Dibaphimitra florida (Gould, 1856)[2]